# Coccomyces strobi
Coccomyces strobi är en svampart. Coccomyces strobi ingår i släktet Coccomyces och familjen Rhytismataceae.

## Underarter
Arten delas in i följande underarter:
- olympicus
- strobi